# Campionato FIA di Formula 3 europea regionale 2019
Il Campionato FIA di Formula 3 europea regionale 2019 è stata la prima edizione di questo campionato. Iniziata il 14 aprile sul circuito Paul Ricard, si è conclusa dopo 8 weekend di gara, per un totale di 24 gare, il 20 ottobre a Monza. Il campionato è stato vinto dal pilota danese Frederik Vesti, mentre il titolo per le scuderie è andato al team italiano Prema Powerteam.
Tutte le squadre hanno gareggiato con la Tatuus–Alfa Romeo F3 T-318.

## Piloti e squadre
| Team                       | Nº  | Pilota             | Weekend di gare |
| -------------------------- | --- | ------------------ | --------------- |
| KIC Motorsport             | 6   | Niko Kari          | 8               |
| KIC Motorsport             | 10  | Konsta Lappalainen | 1-8             |
| KIC Motorsport             | 11  | Jake Hughes        | 7               |
| KIC Motorsport             | 46  | Isac Blomqvist     | 1-5             |
| Prema Powerteam            | 2   | Frederik Vesti     | 1-8             |
| Prema Powerteam            | 64  | Olli Caldwell      | 1-8             |
| Prema Powerteam            | 74  | Enzo Fittipaldi    | 1-8             |
| Scorace Team-Viola Formula | 7   | Sharon Scolari     | 1-8             |
| DF Corse by Corbetta       | 15  | Matteo Nannini     | 4-7             |
| DF Corse by Corbetta       | 115 | Matteo Nannini     | 2               |
| DR Formula RP Motorsport   | 17  | Igor Fraga         | 1-8             |
| DR Formula RP Motorsport   | 41  | Raúl Guzmán        | 1-8             |
| Mas du Clos Racing Team    | 25  | Alexandre Bardinon | 2               |
| Van Amersfoort Racing      | 25  | Alexandre Bardinon | 3-8             |
| Van Amersfoort Racing      | 65  | Dan Ticktum        | 6–7             |
| Van Amersfoort Racing      | 66  | Andreas Estner     | 8               |
| Van Amersfoort Racing      | 96  | Joey Mawson        | 2               |
| Van Amersfoort Racing      | 99  | Sophia Flörsch     | 1-8             |
| Gillian Track Events       | 33  | Gillian Henrion    | 1-              |
| US Racing                  | 27  | David Schumacher   | 1-8             |
| US Racing                  | 28  | Marcos Siebert     | 2-5             |
| US Racing                  | 44  | Lirim Zendeli      | 7               |
| Technorace                 | 95  | Tom Beckhäuser     | 3-5, 7-8        |

## Classifiche

### Sistema di punteggio
Il sistema viene applicato uniformemente a tutte e tre le gare previste per ogni Gran Premio.
| Posizione | 1ª | 2ª | 3ª | 4ª | 5ª | 6ª | 7ª | 8ª | 9ª | 10ª |
| Punti     | 25 | 18 | 15 | 12 | 10 | 8  | 6  | 4  | 2  | 1   |

### Riassunto della stagione
| Gara | Gara | Circuito      | Pole position    | Giro veloce                                          | Pilota vincitore                                     | Team vincitore                                       |
| ---- | ---- | ------------- | ---------------- | ---------------------------------------------------- | ---------------------------------------------------- | ---------------------------------------------------- |
| 1    | G1   | Paul Ricard   | Enzo Fittipaldi  | Enzo Fittipaldi                                      | Frederik Vesti                                       | Prema Powerteam                                      |
| 1    | G2   | Paul Ricard   | Olli Caldwell    | Enzo Fittipaldi                                      | Enzo Fittipaldi                                      | Prema Powerteam                                      |
| 1    | G3   | Paul Ricard   | Frederik Vesti   | Frederik Vesti                                       | Frederik Vesti                                       | Prema Powerteam                                      |
| 2    | G1   | Vallelunga    | David Schumacher | Enzo Fittipaldi                                      | David Schumacher                                     | US Racing                                            |
| 2    | G2   | Vallelunga    | Isac Blomqvist   | Igor Fraga                                           | Frederik Vesti                                       | Prema Powerteam                                      |
| 2    | G3   | Vallelunga    | Isac Blomqvist   | gara annullata per condizioni meteorologiche avverse | gara annullata per condizioni meteorologiche avverse | gara annullata per condizioni meteorologiche avverse |
| 3    | G1   | Hungaroring   | Frederik Vesti   | Frederik Vesti                                       | Frederik Vesti                                       | Prema Powerteam                                      |
| 3    | G2   | Hungaroring   | Frederik Vesti   | Enzo Fittipaldi                                      | Frederik Vesti                                       | Prema Powerteam                                      |
| 3    | G3   | Hungaroring   | Frederik Vesti   | Marcos Siebert                                       | Frederik Vesti                                       | Prema Powerteam                                      |
| 4    | G1   | Red Bull Ring | Frederik Vesti   | Frederik Vesti                                       | Frederik Vesti                                       | Prema Powerteam                                      |
| 4    | G2   | Red Bull Ring | Frederik Vesti   | Frederik Vesti                                       | Frederik Vesti                                       | Prema Powerteam                                      |
| 4    | G3   | Red Bull Ring | Frederik Vesti   | Sophia Flörsch                                       | Igor Fraga                                           | DR Formula RP Motorsport                             |
| 5    | G1   | Imola         | Igor Fraga       | Frederik Vesti                                       | Igor Fraga                                           | DR Formula RP Motorsport                             |
| 5    | G2   | Imola         | Frederik Vesti   | Frederik Vesti                                       | Frederik Vesti                                       | Prema Powerteam                                      |
| 5    | G3   | Imola         | Frederik Vesti   | Frederik Vesti                                       | Enzo Fittipaldi                                      | Prema Powerteam                                      |
| 5    | G4   | Imola         | Isac Blomqvist   | Frederik Vesti                                       | Olli Caldwell                                        | Prema Powerteam                                      |
| 6    | G1   | Barcellona    | Enzo Fittipaldi  | David Schumacher                                     | Frederik Vesti                                       | Prema Powerteam                                      |
| 6    | G2   | Barcellona    | David Schumacher | David Schumacher                                     | David Schumacher                                     | US Racing                                            |
| 6    | G3   | Barcellona    | David Schumacher | Matteo Nannini                                       | David Schumacher                                     | US Racing                                            |
| 7    | G1   | Mugello       | Frederik Vesti   | Frederik Vesti                                       | Frederik Vesti                                       | Prema Powerteam                                      |
| 7    | G2   | Mugello       | David Schumacher | Jake Hughes                                          | Frederik Vesti                                       | Prema Powerteam                                      |
| 7    | G3   | Mugello       | David Schumacher | David Schumacher                                     | David Schumacher                                     | US Racing                                            |
| 8    | G1   | Monza         | Igor Fraga       | Igor Fraga                                           | Igor Fraga                                           | DR Formula RP Motorsport                             |
| 8    | G2   | Monza         | Igor Fraga       | Igor Fraga                                           | Igor Fraga                                           | DR Formula RP Motorsport                             |
| 8    | G3   | Monza         | Igor Fraga       | Enzo Fittipaldi                                      | Frederik Vesti                                       | Prema Powerteam                                      |

### Classifica piloti
| Pos. | Piloti                  | LEC             | LEC                 | LEC          | VLL         | VLL                                             | VLL   | HUN | HUN | HUN | RBR | RBR | RBR | IMO | IMO | IMO | IMO | CAT | CAT | CAT | MUG | MUG | MUG | MNZ | MNZ | MNZ | Punti |
| --- | ----------------------- | --------------- | ------------------- | ------------ | ----------- | ----------------------------------------------- | ----- | --- | --- | --- | --- | --- | --- | --- | --- | --- | --- | --- | --- | --- | --- | --- | --- | --- | --- | --- | ----- |
| 1 | Frederik Vesti          | 1               | 2                   | 1            | 5           | 1                                               | Canc. | 1   | 1   | 1   | 1   | 1   | 3   | 3   | 1   | 3   | 6   | 1   | 3   | 10  | 1   | 1   | 4   | 2   | 3   | 1   | 467   |
| 2 | Enzo Fittipaldi         | 2               | 1                   | 2            | 2           | 2                                               | Canc. | 2   | 2   | 3   | 4   | 5   | 2   | 4   | 7   | 1   | Rit | 5   | 2   | 3   | 4   | 4   | 6   | 13  | 4   | 2   | 336   |
| 3 | Igor Fraga              | 3               | 3                   | 7            | 7           | 8                                               | Canc. | 5   | NP  | 4   | 2   | 9   | 1   | 1   | 3   | 2   | 3   | 10  | 4   | 7   | 5   | 5   | 5   | 1   | 1   | 3   | 300   |
| 4 | David Schumacher        | 8               | 6                   | 3            | 1           | 7                                               | Canc. | 6   | 5   | 7   | 3   | 2   | 6   | 8   | 5   | 6   | 4   | 3   | 1   | 1   | 2   | 14  | 1   | 7   | 7   | 6   | 285   |
| 5 | Olli Caldwell           | 4               | SQ                  | 4            | 8           | 3                                               | Canc. | 3   | 3   | 2   | 7   | Rit | 7   | 2   | 2   | Rit | 1   | 7   | 6   | 4   | 9   | 11  | 10  | 5   | 8   | 7   | 213   |
| 6 | Raúl Guzmán             | 5               | 4                   | 8            | 6           | 9                                               | Canc. | 8   | 7   | 5   | 5   | Rit | 4   | 5   | 4   | 7   | 12  | 4   | 7   | 6   | 10  | 12  | 8   | 3   | 2   | 5   | 180   |
| 7 | Sophia Flörsch          | 9               | 8                   | 5            | 9           | 5                                               | Canc. | 7   | 4   | 6   | 6   | 6   | 5   | 7   | 8   | 4   | 7   | 9   | 8   | 5   | 6   | 8   | 9   | 6   | 10  | 9   | 149   |
| 8 | Marcos Siebert          |                 |                     |              | 3           | 13                                              | Canc. | 4   | 6   | 10  | 11  | 4   | 10  | Rit | 10  | 5   | 5   |     |     |     |     |     |     |     |     |     | 70    |
| 9 | Dan Ticktum             |                 |                     |              |             |                                                 | Canc. |     |     |     |     |     |     |     |     |     |     | 2   | 5   | 2   | 8   | 6   | 7   |     |     |     | 64    |
| 10 | Isac Blomqvist          | 6               | 5                   | Rit          | 11          | 6                                               | Canc. | 9   | 8   | 8   | 10  | 11  | 8   | 9   | 11  | 12  | 2   |     |     |     |     |     |     |     |     |     | 62    |
| 11 | Konsta Lappalainen      | 7               | 7                   | Rit          | 12          | 11                                              | Canc. | 10  | 9   | Rit | 12  | 3   | 9   | 11  | 9   | 8   | 8   | Rit | 9   | 8   | 12  | 9   | 13  | 9   | 9   | 10  | 56    |
| 12 | Jake Hughes             |                 |                     |              |             |                                                 | Canc. |     |     |     |     |     |     |     |     |     |     |     |     |     | 3   | 3   | 3   |     |     |     | 45    |
| 13 | Matteo Nannini          |                 |                     |              | 10          | 10                                              | Canc. |     |     |     | 8   | 8   | 11  | 6   | 6   | 9   | 9   | 6   | 10  | 9   | 11  | 7   | 11  |     |     |     | 43    |
| 14 | Lirim Zendeli           |                 |                     |              |             |                                                 | Canc. |     |     |     |     |     |     |     |     |     |     |     |     |     | 7   | 2   | 2   |     |     |     | 42    |
| 15 | Niko Kari               |                 |                     |              |             |                                                 | Canc. |     |     |     |     |     |     |     |     |     |     |     |     |     |     |     |     | 8   | 5   | 4   | 26    |
| 16 | Joey Mawson             |                 |                     |              | 4           | 4                                               | Canc. |     |     |     |     |     |     |     |     |     |     |     |     |     |     |     |     |     |     |     | 24    |
| 17 | Andreas Estner          |                 |                     |              |             |                                                 | Canc. |     |     |     |     |     |     |     |     |     |     |     |     |     |     |     |     | 4   | 6   | 8   | 24    |
| 18 | Sharon Scolari          | 10              | 9                   | 6            | 14          | Rit                                             | Canc. | 13  | 11  | 11  | 13  | 10  | 12  | 13  | 14  | 11  | 11  | 8   | 12  | Rit | Rit | NP  | Rit | 12  | 13  | NP  | 17    |
| 19 | Tom Beckhäuser          |                 |                     |              |             |                                                 | Canc. | 12  | 10  | NP  | 9   | 7   | Rit | 10  | 12  | 10  |     |     |     |     | 13  | 10  | 14  | 11  | 12  | 12  | 12    |
| 20 | Alexandre Bardinon      |                 |                     |              | 13          | 12                                              | Canc. | 11  | Rit | 9   | Rit | Rit | NP  | 12  | 13  | Rit | 10  | 11  | 11  | 11  | 14  | 13  | 12  | 10  | 11  | 11  | 5     |
| Pos. | Pilota                  | LEC             | LEC                 | LEC          | VLL         | VLL                                             | VLL   | HUN | HUN | HUN | RBR | RBR | RBR | IMO | IMO | IMO | IMO | CAT | CAT | CAT | MUG | MUG | MUG | MNZ | MNZ | MNZ | Punti |
| \| Legenda \| 1º posto \| 2º posto \| 3º posto \| A punti \| Senza punti \| Grassetto=Pole position Corsivo=Giro più veloce \| \| Legenda \| Solo prove/Terzo pilota \| Non qualificato \| Ritirato/Non class. \| Squalificato \| Non partito \| Grassetto=Pole position Corsivo=Giro più veloce \| |                         |                 |                     |              |             |                                                 |       |     |     |     |     |     |     |     |     |     |     |     |     |     |     |     |     |     |     |     |       |
| Legenda | 1º posto                | 2º posto        | 3º posto            | A punti      | Senza punti | Grassetto=Pole position Corsivo=Giro più veloce |       |     |     |     |     |     |     |     |     |     |     |     |     |     |     |     |     |     |     |     |       |
| Legenda | Solo prove/Terzo pilota | Non qualificato | Ritirato/Non class. | Squalificato | Non partito | Grassetto=Pole position Corsivo=Giro più veloce |       |     |     |     |     |     |     |     |     |     |     |     |     |     |     |     |     |     |     |     |       |

| Legenda | 1º posto                | 2º posto        | 3º posto            | A punti      | Senza punti | Grassetto=Pole position Corsivo=Giro più veloce |
| Legenda | Solo prove/Terzo pilota | Non qualificato | Ritirato/Non class. | Squalificato | Non partito | Grassetto=Pole position Corsivo=Giro più veloce |

### Classifica squadre
La classifiche tiene conto solo dei punti attribuiti alla posizione finale dei due piloti col miglior piazzamento al termine di ciascuna gara.
| Pos. | Squadra                    | LEC             | LEC                 | LEC          | VLL         | VLL                                             | VLL   | HUN | HUN | HUN | RBR | RBR | RBR | IMO | IMO | IMO | IMO | CAT | CAT | CAT | MUG | MUG | MUG | MNZ | MNZ | MNZ | Punti |
| --- | -------------------------- | --------------- | ------------------- | ------------ | ----------- | ----------------------------------------------- | ----- | --- | --- | --- | --- | --- | --- | --- | --- | --- | --- | --- | --- | --- | --- | --- | --- | --- | --- | --- | ----- |
| 1 | Prema Powerteam            | 1               | 1                   | 1            | 2           | 1                                               | Canc. | 1   | 1   | 1   | 1   | 1   | 2   | 2   | 1   | 1   | 1   | 1   | 2   | 3   | 1   | 1   | 4   | 2   | 3   | 1   | 870   |
| 1 | Prema Powerteam            | 2               | 2                   | 2            | 5           | 2                                               | Canc. | 2   | 2   | 2   | 4   | 5   | 3   | 3   | 2   | 3   | 6   | 5   | 3   | 4   | 4   | 4   | 6   | 5   | 4   | 2   | 870   |
| 2 | DR Formula RP Motorsport   | 3               | 3                   | 7            | 6           | 8                                               | Canc. | 5   | 7   | 4   | 2   | 9   | 1   | 1   | 3   | 2   | 3   | 4   | 4   | 6   | 5   | 5   | 5   | 1   | 1   | 3   | 480   |
| 2 | DR Formula RP Motorsport   | 5               | 4                   | 8            | 7           | 9                                               | Canc. | 8   | NP  | 5   | 5   | Rit | 4   | 5   | 4   | 7   | 12  | 10  | 7   | 7   | 10  | 12  | 8   | 3   | 2   | 5   | 480   |
| 3 | US Racing                  | 8               | 6                   | 3            | 1           | 7                                               | Canc. | 4   | 5   | 7   | 3   | 2   | 6   | 8   | 5   | 5   | 4   | 3   | 1   | 1   | 2   | 2   | 1   | 7   | 7   | 6   | 397   |
| 3 | US Racing                  |                 |                     |              | 3           | 13                                              | Canc. | 6   | 6   | 10  | 11  | 4   | 10  | Rit | 10  | 6   | 5   |     |     |     | 7   | 14  | 2   |     |     |     | 397   |
| 4 | Van Amersfoort Racing      | 9               | 8                   | 5            | 4           | 4                                               | Canc. | 7   | 4   | 6   | 6   | 6   | 5   | 7   | 8   | 4   | 7   | 2   | 5   | 2   | 6   | 6   | 7   | 4   | 6   | 8   | 264   |
| 4 | Van Amersfoort Racing      | 9               | 8                   | 5            | 9           | 5                                               | Canc. | 11  | Rit | 9   | Rit | Rit | NP  | 12  | 13  | Rit | 10  | 9   | 8   | 5   | 8   | 8   | 9   | 6   | 10  | 9   | 264   |
| 5 | KIC Motorsport             | 6               | 5                   | Rit          | 11          | 6                                               | Canc. | 9   | 8   | 8   | 10  | 3   | 8   | 9   | 9   | 8   | 2   | Rit | 9   | 8   | 3   | 3   | 3   | 8   | 5   | 4   | 189   |
| 5 | KIC Motorsport             | 7               | 7                   | Rit          | 12          | 11                                              | Canc. | 10  | 9   | Rit | 12  | 11  | 9   | 11  | 11  | 12  | 8   |     |     |     |     |     |     | 9   | 9   | 10  | 189   |
| 6 | DF Corse by Corbetta       |                 |                     |              | 10          | 10                                              | Canc. |     |     |     | 8   | 8   | 11  | 6   | 6   | 9   | 9   | 6   | 10  | 9   | 11  | 7   | 11  |     |     |     | 43    |
| 7 | Scorace Team-Viola Formula | 10              | 9                   | 6            | 14          | Rit                                             | Canc. | 13  | 11  | 11  | 13  | 10  | 12  | 13  | 14  | 11  | 11  | 8   | 12  | Rit | Rit | NP  | Rit | 12  | 13  | NP  | 17    |
| 8 | Technorace                 |                 |                     |              |             |                                                 | Canc. | 12  | 10  | NP  | 9   | 7   | Rit | 10  | 12  | 10  |     |     |     |     | 13  | 10  | 14  | 11  | 12  | 12  | 12    |
| 9 | Mas du Clos Racing Team    |                 |                     |              | 13          | 12                                              | Canc. |     |     |     |     |     |     |     |     |     |     |     |     |     |     |     |     |     |     |     | 0     |
| Pos. | Squadra                    | LEC             | LEC                 | LEC          | VLL         | VLL                                             | VLL   | HUN | HUN | HUN | RBR | RBR | RBR | IMO | IMO | IMO | IMO | CAT | CAT | CAT | MUG | MUG | MUG | MNZ | MNZ | MNZ | Punti |
| \| Legenda \| 1º posto \| 2º posto \| 3º posto \| A punti \| Senza punti \| Grassetto=Pole position Corsivo=Giro più veloce \| \| Legenda \| Solo prove/Terzo pilota \| Non qualificato \| Ritirato/Non class. \| Squalificato \| Non partito \| Grassetto=Pole position Corsivo=Giro più veloce \| |                            |                 |                     |              |             |                                                 |       |     |     |     |     |     |     |     |     |     |     |     |     |     |     |     |     |     |     |     |       |
| Legenda | 1º posto                   | 2º posto        | 3º posto            | A punti      | Senza punti | Grassetto=Pole position Corsivo=Giro più veloce |       |     |     |     |     |     |     |     |     |     |     |     |     |     |     |     |     |     |     |     |       |
| Legenda | Solo prove/Terzo pilota    | Non qualificato | Ritirato/Non class. | Squalificato | Non partito | Grassetto=Pole position Corsivo=Giro più veloce |       |     |     |     |     |     |     |     |     |     |     |     |     |     |     |     |     |     |     |     |       |

| Legenda | 1º posto                | 2º posto        | 3º posto            | A punti      | Senza punti | Grassetto=Pole position Corsivo=Giro più veloce |
| Legenda | Solo prove/Terzo pilota | Non qualificato | Ritirato/Non class. | Squalificato | Non partito | Grassetto=Pole position Corsivo=Giro più veloce |